# پاتریک پیچت
پاتریک پیچت (به انگلیسی: Patrick Pichette) یک تاجر و مدیر اجرایی کانادایی است. او از سال ۲۰۰۸ تا ۲۰۱۵ معاون ارشد و مدیر ارشد مالی گوگل. او سپس مدیر صندوق سرمایه‌گذاری خطرپذیر شد و مدیر چندین شرکت و یک بنیاد است.

## سنین جوانی و تحصیل
پیچت در مونترال، کبک به دنیا آمد و بزرگ شد. او دارای مدرک لیسانس مدیریت بازرگانی از دانشگاه کبک در مونترال (۱۹۸۷) و مدرک کارشناسی ارشد هنر در فلسفه، سیاست و اقتصاد از کالج پمبروک از دانشگاه آکسفورد است. او بورسیه تحصیلی رودز را دریافت کرد.

## حرفه
پیچت کار خود را از سال ۲۰۰۱ تا ۲۰۰۸ در مکینزی اند کامپنی و بل کانادا آغاز کرد.
او از سال ۲۰۰۸ تا ۲۰۱۵ معاون ارشد و مدیر مالی شرکت گوگل.
در آوریل ۲۰۱۱، اعلام شد که Pichette مسئولیت‌های منابع انسانی در Google را از معاون رئیس‌جمهور لازلو بوک و BizOps از شونا براون به عهده خواهد گرفت.
در سال ۲۰۱۳، پیچت سمتی را در هیئت مدیره بمباردیه پذیرفت، سمتی که او تا سال ۲۰۱۷ حفظ کرد.
در مارس ۲۰۱۵، او اعلام کرد که برای سفر به جهان بازنشسته خواهد شد. روث پورات به عنوان مدیر مالی جانشین او شد.
او در ژوئن ۲۰۱۵ نشان ملی کبک را دریافت کرد.
در آوریل ۲۰۱۸، او به اینویا کپیتال، یک شرکت سرمایه‌گذاری خطرپذیر با دفاتری در مونترال، تورنتو، سانفرانسیسکو و لندن پیوست. پس از تبدیل شدن به یک شریک عمومی در اینویا کپیتال، پیچت وقت خود را بین دفاتر شرکت در لندن، کانادا و سیلیکون ولی تقسیم می‌کند.
در سال ۲۰۱۹، پیچت یکی از اعضای اصلی مؤسس آزمایشگاه تخریب خلاق بریتانیا در آکسفورد شد.
در سال ۲۰۲۱، پیچت به عنوان عضو هیئت مدیره شرکت برنامه دوچرخه سواری داخلی Zwift منصوب شد.
پیچت در ۲ ژوئن ۲۰۲۰ به عنوان رئیس هیئت مدیره مستقل توییتر منصوب شد. او از سال ۲۰۱۸ کارگردان مستقل اصلی بود. او رئیس لایت اسپید مستقر در مونترال و بنیاد ترودو بود. پیچت در هیئت مشاوره استارتاپ‌ها حضور دارد.

## زندگی شخصی
پیچت در لندن زندگی می‌کند و با تامار پیچت ازدواج کرده‌است.
او و همسرش تامار در پروژه‌های بشردوستانه از جمله یک پروژه حفاظتی و تحقیقاتی با سازمان حفاظت از طبیعت کانادا در حفاظت از کناک، یک منطقه ۶۵۰۰۰ هکتاری بین مونترال و اتاوا مشارکت دارند. آنها شرکای فعال در پروژه ای با پروژه آب مروارید هیمالیا، ساخت بیمارستان چشم در اتیوپی هستند.